# Girl Going Nowhere
| Совокупная оценка | Совокупная оценка |
| Источник          | Оценка            |
| ----------------- | ----------------- |
| Metacritic        | 86/100            |
| Оценки критиков   |                   |
| Источник          | Оценка            |
| AllMusic          | [ 2 ]             |
| Exclaim!          | [ 3 ]             |
| Paste             | 8.3/10            |
| Rolling Stone     | [ 5 ]             |
| Variety           | Positive          |

Girl Going Nowhere — дебютный студийный альбом американской кантри-певицы Эшли Макбрайд, вышедший 30 марта 2018 года на лейбле Warner Bros. Nashville. Продюсером был Jay Joyce. Диск возглавил кантри-чарт Великобритании и был на третьем месте в американском чарте Top Country Albums, а также был номинирован на премию Грэмми в категории Лучший альбом в стиле кантри.

## Об альбоме
Girl Going Nowhere дебютировал на № 7 в Top Country Albums и на № 49 в американском хит-параде Billboard 200 с тиражом 11,000 альбомных эквивалентных единиц, включая 9,000 истинных альбомных продаж. К ноябрю 2018 года тираж составил 27,800 копий в США.
Альбом получил положительные отзывы музыкальных критиков и интернет-изданий, Rolling Stone, Sounds Like Nashville, Exclaim!, Paste.
7 декабря 2018 года альбом был номинирован на музыкальную премию Грэмми в категории Лучший альбом в стиле кантри.
Альбомный лид-сингл «A Little Dive Bar in Dahlonega» вышел 16 октября 2017 года. Он вошёл в top 30 в двух кантри-чартах, Hot Country Songs и Country Airplay.

## Список композиций
| №   | Название                          | Автор(ы)                              | Длительность |
| --- | --------------------------------- | ------------------------------------- | ------------ |
| 1.  | «Girl Goin' Nowhere»              | Ashley McBryde Jeremy Bussey          | 3:27         |
| 2.  | «Radioland»                       | McBryde Autumn McEntire Chris Roberts | 3:05         |
| 3.  | «American Scandal»                | McBryde Randall Clay Terri Jo Box     | 4:02         |
| 4.  | «Southern Babylon»                | McBryde Tommy Collier                 | 4:05         |
| 5.  | «The Jacket»                      | McBryde Olivia Rudeen Neal Coty       | 2:40         |
| 6.  | «Livin' Next to Leroy»            | McBryde Nicolette Hayford             | 4:30         |
| 7.  | «A Little Dive Bar in Dahlonega»  | McBryde Hayford Jesse Rice            | 3:29         |
| 8.  | «Andy (I Can't Live Without You)» | McBryde                               | 3:52         |
| 9.  | «El Dorado»                       | McBryde Clay Patrick Savage           | 3:58         |
| 10. | «Tired of Being Happy»            | McBryde Clay Blue Foley               | 3:50         |
| 11. | «Home Sweet Highway»              | McBryde Foley CJ Field                | 3:30         |

## Награды и номинации
| Год  | Награда      | Категория                    | Результат |
| ---- | ------------ | ---------------------------- | --------- |
| 2019 | Grammy Award | Лучший альбом в стиле кантри | Номинация |

## Позиции в чартах
| Чарт (2017)                        | Высшая позиция |
| ---------------------------------- | -------------- |
| США (Billboard 200)                | 49             |
| США (Billboard Top Country Albums) | 7              |